# Kellenbach

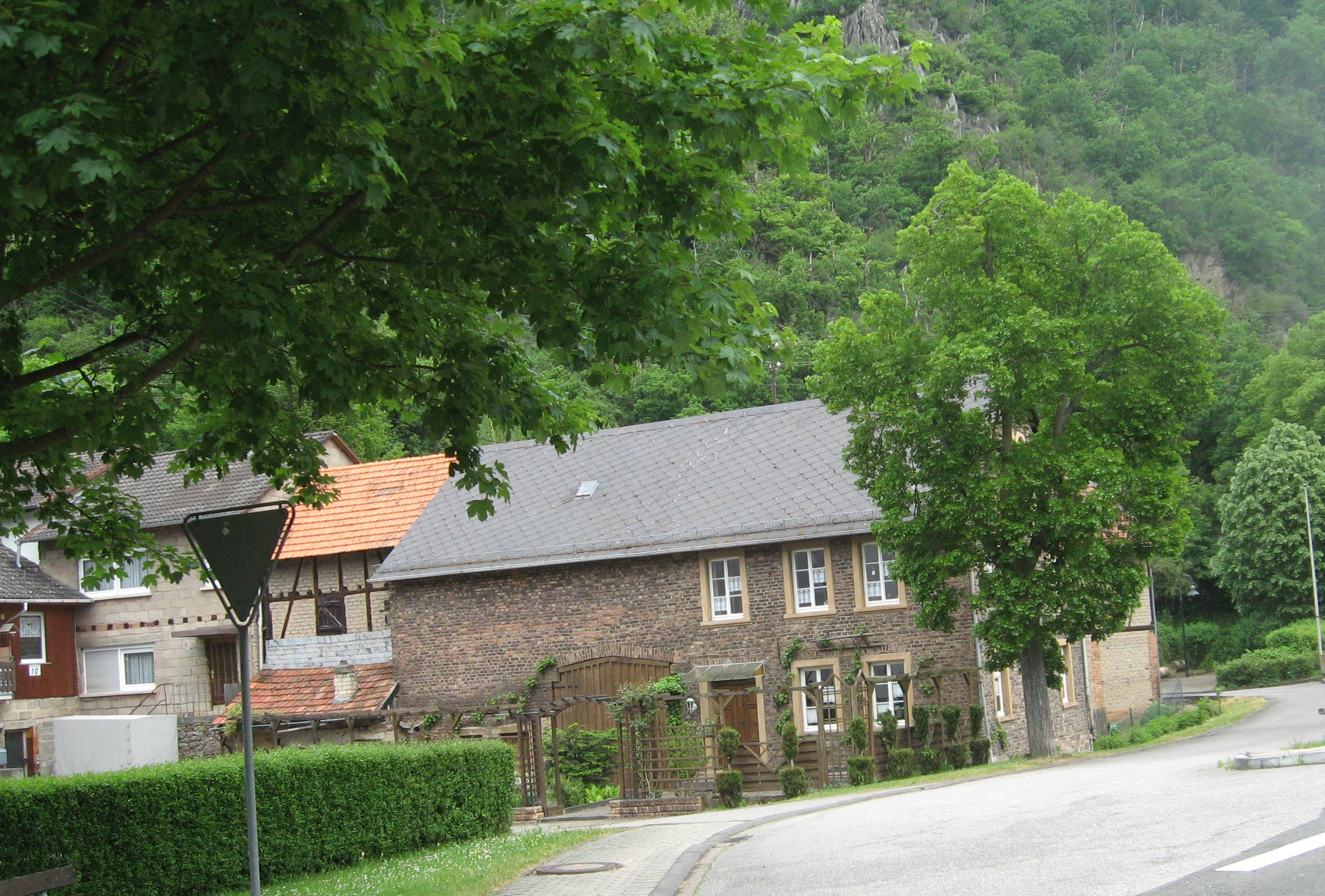
Historisches Gebäude nahe dem Dorfmittelpunkt

Kellenbach ist eine Ortsgemeinde im Landkreis Bad Kreuznach in Rheinland-Pfalz. Sie gehört der Verbandsgemeinde Kirner Land an.

## Geographie
Kellenbach liegt im südlichen Hunsrück am Rande von Soonwald und Lützelsoon an der Hunsrück Schiefer- und Burgenstraße. Der gleichnamige Kellenbach fließt durch den Ort und mündet nach etwa 8 km bei Simmertal in die Nahe. Die höchste Erhebung auf der Gemarkung des Ortes ist mit 591,8 m ü. NHN der Blickenstein, die 599,1 m ü. NHN hohe Womrather Höhe liegt auf der Grenze zwischen Kellenbach und Schlierschied.
Zu Kellenbach gehören auch die Wohnplätze Forsthaus Lützelsoon, Gerhardsmühle und Rippas-Mühle.
| Woppenroth                              | Königsau, Henau, Gehlweiler und Gemünden      | Schwarzerden             |
| Schneppenbach, Bruschied und Bundenbach | Kompassrose, die auf Nachbargemeinden zeigt   | Weitersborn und Seesbach |
| Hennweiler und Oberhausen               | Heinzenberg, Brauweiler und Hochstetten-Dhaun | Horbach und Simmertal    |

## Geschichte

### Name
Der Name Kellenbach leitet sich vermutlich von dem althochdeutschen Wort kela ab, das so viel bedeutet wie „Kehle“ oder im übertragenen Sinne „enges Tal“.

### Mittelalter bis heute
Der Ort Kellenbach wurde um das Jahr 1200 erstmals urkundlich erwähnt. Theoderich vom Stein erbaute an diesem Ort ein Burghaus und gilt seitdem als Stammvater der Herren von Kellenbach, einer Seitenlinie der Herren vom Stein (Steinkallenfels).
Bis zum Beginn des 18. Jahrhunderts war der Ort Amtssitz eines Gerichts- und Verwaltungsbezirks, zu dem auch die Nachbardörfer Henau, Königsau und Schwarzerden, zeitweise auch Weitersborn, gehörten. Im Kellenbacher Weistum von 1560 werden die Herren von Steinkallenfels und ihre Miterben als Gerichtsherren des Hochgerichts Kellenbach genannt.
Mittlerweile war aber durch Erbteilung, Verkäufe und Lehensaufträge die Grund- und Gerichtsherrschaft in 4 Stammteile aufgeteilt worden, so dass das Hochgericht Kellenbach eine Ganerbschaft mit gemeinschaftlicher hoher Gerichtsbarkeit war. Ein Viertel am Hochgericht gehörte zum Amt Koppenstein. Diesen Anteil hatte Graf Simon III. von Sponheim im Jahre 1403 von Johann von Treis erworben. Die anderen Vierteile gehören den Rittern von Stein-Kallenfels, von Schmidtburg und den Herren von Kellenbach. Landesherr war ab 1707 der Markgraf von Baden als Erbe der Grafen von Sponheim.
Um das Jahr 1750 wurde das Rittergut an den Amtmann der benachbarten Burg Wartenstein im Hahnenbachtal, Franz Philipp Renauld, verkauft.
Im 18. Jahrhundert gehörte das Dorf zum badischen Oberamt Kirchberg. Nach der Besetzung der Rheinlande in der Franzosenzeit und der französischen Gebiets- und Verwaltungsreform kam Kellenbach 1794 zur Mairie Kirn im Arrondissement Simmern. Das Dorf wies um das Jahr 1800 40 Häuser auf, wovon 4 Häuser auf zwei Geschosse erweitert waren.
Unter preußischer Herrschaft wurde ab 1816 die Gemeinde Kellenbach der Bürgermeisterei Gemünden (ab 1927 Amt) und damit dem Landkreis Simmern zugeordnet. Am 7. Juni 1969 wurde es im Zuge des Landesgesetzes vom 12. November 1968 zusammen mit Königsau, Bruschied, Schneppenbach und Schwarzerden dem Kreis Bad Kreuznach und der Verbandsgemeinde Kirn-Land zugeordnet.

### Brand im Wohnwagenwerk
Am 9. Januar 1971 zerstörte ein Großbrand einen Teil des Zweigwerkes der Wilk-Caravaning GmbH am nördlich Ortsrand. Ausgelöst wurde das Feuer durch Funkenflug in der Schlosserei, der Nitrolack entzündete. Ein Mitarbeiter des Unternehmens, der auf dem Werksgelände wohnte, bemerkte das Feuer rechtzeitig und alarmierte die Feuerwehr. Da es sich um einen Samstag handelte, konnte die Freiwillige Feuerwehr Kellenbach sehr schnell mit den Löscharbeiten beginnen, noch bevor die Feuerwehren Kirn und Gemünden sowie die Flugplatzwehr Pferdsfeld eintrafen. Dadurch konnte verhindert werden, dass das Feuer auf andere Gebäudeteile übergriff und das Werk vollständig zerstört wurde. Der Schaden wurde kurz nach dem Brand auf über 100.000 Mark geschätzt.

### Eisstau auf dem Kellenbach
Am 22. Januar 1985 führte ein Eisstoß zu einer Überflutung der Hauptstraße und zu hohen Schäden an Gebäuden der Anwohner. Nach einer dreiwöchigen Kälteperiode war der Fluss in der Ortsmitte und flussabwärts Richtung Simmertal dick zugefroren, das einsetzende Tauwetter führte jedoch dazu, dass große Mengen an Eisschollen angetrieben wurden. Diese stauten sich oberhalb eines Woogs und türmten sich unter der zu diesem Zeitpunkt erst wenige Jahre alten Brücke über den Bach. So fehlten nach Augenzeugenangaben nur noch wenige Zentimeter, bis die Eismassen das Widerlager der Brücke erreicht hätten. Kompetenzprobleme zwischen verschiedenen Behörden verhinderten eine Sprengung des Eises, die von den Anwohnern verlangt wurde und die auch bei früheren Gelegenheiten durchgeführt worden waren. Nachdem bereits Vieh evakuiert und Sandsäcke zum Absichern geordert worden war, brach die Eisdecke kurz vor Mitternacht schließlich auf und das Wasser konnte wieder abfließen.

## Bevölkerungsentwicklung
Die Entwicklung der Einwohnerzahl von Kellenbach, die Werte von 1871 bis 1987 beruhen auf Volkszählungen:
| Jahr | Einwohner |
| ---- | --------- |
| 1815 | 296       |
| 1835 | 349       |
| 1871 | 319       |
| 1905 | 328       |
| 1939 | 298       |
| 1950 | 305       |
| 1961 | 291       |

| Jahr | Einwohner |
| ---- | --------- |
| 1970 | 305       |
| 1987 | 266       |
| 1997 | 290       |
| 2005 | 283       |
| 2011 | 257       |
| 2017 | 249       |
| 2023 | 235       |

## Politik

### Gemeinderat
Der Gemeinderat in Kellenbach besteht aus sechs Ratsmitgliedern, die bei der Kommunalwahl am 9. Juni 2024 in einer Mehrheitswahl gewählt wurden, und der ehrenamtlichen Ortsbürgermeisterin als Vorsitzender.

### Gemeindevorsteher / Ortsbürgermeister
Ursula Hammer wurde am 9. Juli 2024 Ortsbürgermeisterin von Kellenbach. Bei der Direktwahl am 9. Juni 2024 war sie mit einem Stimmenanteil von 78,3 % ohne Gegenkandidat für fünf Jahre gewählt worden.
Hammers Vorgänger als Ortsbürgermeister war Markus Römer.

### Wappen
| Wappen von Kellenbach | Blasonierung: „In geteiltem Schild oben in Rot ein schreitender, herschauender, silberner Leopard, unten in Silber über gewelltem Schildfuß drei grüne Spitzen.“ |
| Wappen von Kellenbach | Wappenbegründung: Der Leopard ist dem Wappen der Herren von Kellenbach entnommen. Die drei Spitzen sind dem alten Gerichtssiegel von Kellenbach entnommen. Der gewellte Schildfuß symbolisiert den Kellenbach, nach dem der Ort benannt. Der Gemeinderat beauftragte den Grafiker Karlheinz Brust aus Kirnsulzbach, einen Entwurf für ein Gemeindewappen zu erarbeiten. In der Sitzung am 27. August 1970 nahm der Rat den vorgelegten Entwurf an. Nach Zustimmung durch das Staatsarchiv erteilte das Ministerium des Innern in Mainz am 20. Januar 1971 die Genehmigung zur Führung eines eigenen Wappens. |

## Kultur und Sehenswürdigkeiten

### Bauwerke
An der Hauptstraße gelegen findet man die 1912 erbaute Kapelle St. Hildegardis, eine Filialkirche der Katholischen Kirchengemeinde Seesbach.
Höher gelegen befindet sich die denkmalgeschützte evangelische Kirche, die romanische und gotische Elemente aufweist. Sie gilt als eine der ältesten Kirchen der Verbandsgemeinde. Urkundlich erwähnt wird sie eindeutig erstmals im Jahre 1314, einige bauliche Elemente, besonders im Turmbereich, lassen aber vermuten, dass das Gebäude oder zumindest Teile davon bereits rund 200 Jahre vorher erbaut wurde. Nachforschungen des Kellenbacher Pfarrers H. Gramm aus den 1920er Jahren ergaben, dass die Kirche ursprünglich Vitus (Veit) geweiht war. Sehenswert ist vor allem der Prospekt der Orgel, den Michael Engers, ein Schüler der Familie Stumm aus Schwerbach, um 1790 gestaltete. Dieser Prospekt, der 1908 von F. Faust umgebaut wurde, erscheint für eine Kirche dieser Größe völlig überdimensioniert. Weiterhin sehenswert ist der reich verzierte Altartisch.
Zwei kleinere Glocken stammen aus dem 13. Jahrhundert, eine dritte von 9 Zentnern aus dem Jahr 1442. Eine vierte musste im Ersten Weltkrieg abgegeben werden.
Neben der evangelischen Kirche liegt der Friedhof für die Gemeinden Kellenbach und Königsau. Früher wurden hier auch die Toten aus Henau und Schwarzerden begraben; seit 1890 und 1892 verfügen diese Dörfer über eigene Friedhöfe. Hier wurde im Jahre 1821 die letzte Bewohnerin der Burg Koppenstein, Maria Margaretha Rosenstein, bekannt als das „Koppensteiner Gretchen“, beerdigt. Die genaue Lage ihres Grabes ist nicht überliefert.
Siehe auch: Liste der Kulturdenkmäler in Kellenbach

### Regelmäßige Veranstaltungen
Jedes Jahr an Pfingsten veranstalten alle örtlichen Vereine gemeinsam das Dorffest auf dem Dorfplatz „Unter den Linden“ am Ortsmittelpunkt. Anfang Juli findet das Sportfest des TuS Königsau-Kellenbach auf dem Sportplatz statt, Mitte August folgt die Kellebacher Kerb (Kirmes) und im September das Feuerwehrfest der Freiwilligen Feuerwehr Kellenbach, beides im und am Gemeindehaus. Eine inzwischen jahrzehntelange Tradition hat außerdem der Rosenmontagszug, bei dem die Narren aus Kellenbach und dem Nachbarort Königsau durch beide Dörfer von Haus zu Haus ziehen und mit einem gemeinsamen Spruch um Gaben bitten („Hahnappeln“). Bis in die 1990er Jahre fand außerdem jedes Jahr am Fastnachtssamstag eine Kappensitzung statt.

## Wirtschaft und Infrastruktur

### Verkehr
Kellenbach liegt an der B 421, über die in nördlicher Richtung der Flugplatz Hahn sowie die Städte Kirchberg und Simmern und nach Süden die B41
erreicht werden kann.

### Öffentliche Einrichtungen
Von 1963 bis August 1974 gab es in Kellenbach eine Dorfschule. Seit Januar 1977 wird das alte Schulhaus als Kindergarten genutzt, der zu seinem 30-jährigen Bestehen 2007 den Namen „Haus der kleinen Freunde“ bekam. Die betreuten Kinder kommen aus der eigenen Gemeinde sowie aus den Nachbargemeinden Königsau, Weitersborn und Schwarzerden.

### Ansässige Unternehmen
Von 1965 bis 1982 hatte der Wohnwagenhersteller „Wilk“ (zeitweise „CI Wilk“, später eine Marke der Knaus Tabbert GmbH) mit Hauptsitz in Bad Kreuznach ein Zweigwerk am nördlichen Ortsrand, in dem zeitweise über 100 Mitarbeiter beschäftigt waren. Nach der Schließung wechselten die dort ansässigen Unternehmen mehrfach. Derzeit ist das Gelände ungenutzt.

### Landwirtschaft
Obwohl die Ortsansicht ländlich geprägt ist, spielt die Landwirtschaft als Erwerbszweig in Kellenbach keine Rolle mehr. Gab es im Jahr 1971 noch 32 landwirtschaftliche Betriebe, so ist diese Zahl bis ins Jahr 2007 auf drei zurückgegangen, davon kein Haupterwerbsbetrieb.